# 에티엔 조프루아 생틸레르
에티엔 조프루아 생틸레르(Étienne Geoffroy Saint-Hilaire, 1772년 4월 15일~1844년 6월 12일)는 프랑스의 박물학자이다. 모든 생물의 구성통합 원리를 제창한 것으로 유명하다. 조르주 퀴비에와 함께 비교 해부학을 확립하였다.